# شاهمار علی‌اکبروف
شاهمار علی‌اکبروف (ترکی آذربایجانی: Şahmar Ələkbərov; ۲۳ اوت ۱۹۴۳ – ۱۲ اوت ۱۹۹۲) یک بازیگر و کارگردان فیلم آذربایجانی بود.

## زندگی‌نامه
شاهمار علی‌اکبروف ۲۳ ماه اوت سال ۱۹۴۳ در شهر گنجه در آذربایجان شوروی سابق چشم به جهان گشود. وی به ایفای نقش در فیلم‌های سینمایی «قاطر محمد» (۱۹۷۴)، «باکیدا کولکلر اسیر» (در باکو بادها می‌وزند: سال ۱۹۷۴)، «علاوه ایز» (رد اضافی: سال ۱۹۸۱) شهرت دارد.
شاهمار علی‌اکبروف فعالیت‌های هنری خود را ابتدا با ایفای نقش‌های چهره‌هایی چون «لوپه د وگا» و «ویلیام شکسپیر» در تئاتر آغاز کرد. اولین حضور وی در فیلم سینمایی در فیلم «داغلاردا دویوش» (نبرد در کوه‌ها) و آخرینش در فیلم «یوک» (بار: سال ۱۹۹۵) رقم خورد. فیلمنامه «یوک» را خود شاهمار علی‌اکبروف تدوین کرده بود، با اینکه وی قبل از تکمیل فرایند ساخت فیلم درگذشته و نتوانست آن را ببیند.
شاهمار علی‌اکبروف همچنین به عنوان گوینده رادیو نیز فعالیت داشت. وی اولین بار به عنوان مجری برنامه «اولدوز» در رادیو حضور پیدا کرد. سپس به عنوان گوینده در ایستگاه رادیویی «ملا نصرالدین» مشغول به کار شد. شاهمار علی‌اکبروف همواره آرزو داشت فیلم‌برداری کند. وی برای اولین بار توانایی خود را در فیلم‌برداری فیلم «امتحان» آزمود. بعد فیلم‌برداری «ساحیلسیز گئجه» (شب بی‌ساحل) را عهده‌دار شد؛ فیلمی که باعث موفقیت و آوازه یافتن وی شد. فیلم «غزل‌خوان» سومین فیلم برداشته شده توسط شاهمار علی‌اکبروف و یکی از محبوب‌ترین فیلم‌ها بود.
در هنگام فیلم‌برداری این فیلم وضعیت جسمانی شاهمار علی‌اکبروف رو به وخامت گذاشت. وی نتوانست این فیلم را همانند فیلم «بوک» ببیند. شاهمار علی‌اکبروف بر اثر سرطان زبان در سال ۱۹۹۲ درگذشت.

## جوایز
- هنرمند خلق آذربایجان شوروی
- هنرمند شایسته آذربایجان شوروی
- جایزه لنین آذربایجان شوروی